# Scapulaseius vignae
Scapulaseius vignae är en spindeldjursart som först beskrevs av Liang och Ke 1981.  Scapulaseius vignae ingår i släktet Scapulaseius och familjen Phytoseiidae. Inga underarter finns listade i Catalogue of Life.